# Бонту, Поль Эжен
Поль Эжен Бонту (фр. Paul Eugène Bontoux) — французский инженер-железнодорожник, предприниматель и финансист; главный деятель «Union générale» в Париже.

## Биография
Поль Эжен Бонту родился 9 декабря 1824 года в городке Амбрён.
Посещал Политехническое училище столицы, а затем поступил на службу в управление железнодорожных дорог. В качестве знатока железнодорожного транспорта он был вскоре приглашен в Австрию, где его почти сразу поставили во главе управления Южных дорог (Südbahn).
Уже во Франции Бонту предпринимал различные спекуляции, в которых то приобретал большие деньги, то опять терял всё; теперь же на новом высоком посту он стал в очень близкие отношения к дому Ротшильдов и воспользовался этим для разных афер. Так, он выстроил железнодорожную линию Гатван — Мискольч в Венгрии, основал шелкопрядильню Саградо в Герце, приобрел шиферные копи Мариенталь близ Пресбурга и учредил в 1875 году Градскую фабрику железных изделий при Южной дороге. Во многом его стараниями из Австрии был организован масштабный вывоз древесины во Францию.
Когда барон Гирш начал постройку восточных железных дорог, Бонту вступил с ним в союз. Во время кризиса 1873 года Поль Эжен Бонту потерял большую часть своего состояния и тогда же разошелся с Ротшильдом.
В 1880 году он был избран президентом парижского банкирского дома «Union générale», устроенного с легитимистически-клерикальными целями, и сумел в самое короткое время поднять курс акций с 125 франков до баснословной цифры 3200 франков. В то же время он вступил в сношения с заправилами австрийского Laender-банка и вместе с ними приобрел Вуштаградские каменноугольные копи и взял одну концессию от венгерского правительства на постройку железнодорожной линии Будапешт — Землин, а другую от сербского правительства на постройку линии Белград — Ниш. Но уже к началу 1882 году последовало падение банка Бонту и 2 февраля 1882 года он был объявлен банкротом. Слишком рискованные операции не удались, «Union générale» лопнула, и против него и других членов правления этого банка было возбуждено уголовное дело. Бонту был приговорён к пяти годам тюремного заключения и штрафу в 3000 франков, но сумел бежать из Франции.
За границей в 1888 году им был написан труд «L’Union generale», в котором Бонту постарался объяснить и оправдать свою деятельность. Согласно Еврейской энциклопедии Брокгауза и Ефрона, Бонту постарался представить гибель банка как отдельный эпизод той ожесточенной завоевательной политики, которую еврейство, по его словам, ведет против конкурирующих финансовых структур уже очень давно. Пострадавшие от краха банка, духовенство и клерикалы, бывшие главными акционерами банка, восприняли книгу буквально, что впоследствии весьма способствовало усилению антисемитизма во Франции.
Поль Эжен Бонту умер в 1904 году в городе Канны.